# Dona (chanson)
Pour les articles homonymes, voir Dona.
Chansons représentant la Macédoine au Concours Eurovision de la chanson
Autumn Leaves
(2015) Dance Alone
(2017)
Dona (en macédonien « Дона ») est la chanson de Kaliopi qui représente la Macédoine au Concours Eurovision de la chanson 2016 à Stockholm.
Le 12 mai 2016, lors de la 2de demi-finale, elle termine à la 11e place avec 88 points et par conséquent n'est pas qualifiée pour la finale.